# World Series of Darts
De World Series of Darts is een internationaal dartstoernooi op de kalender van de Professional Darts Corporation dat in 2006 eenmalig plaats heeft gevonden en daarna vervangen is door de US Open.
In mei 2006 namen zestien Amerikaanse darters het in een knock-outsysteem op tegen de top-16 van de PDC. Het toernooi werd gehouden in het Mohegan Sun Casino in Uncasville, Connecticut. Het nieuwe evenement was ontstaan door de ontwikkeling en toegenomen populariteit van de sport in de Verenigde Staten, die mede is ontloken door de Las Vegas Desert Classic. De World Series of Darts werd in de Verenigde Staten verslagen door de televisiezender ESPN.
Het unieke aan de World Series of Darts was, dat er voor het eerst in de geschiedenis van de dartsport werd gespeeld om $1.000.000. Er was echter een voorwaarde aan de wedstrijd verbonden: het prijzengeld was afhankelijk van de winnaar. Slechts als er een Amerikaanse qualifier - alle Amerikaanse deelnemers moesten kwalificatiewedstrijden spelen - het toernooi wint, zou er 1 miljoen US$ worden uitgekeerd, maar als de World Series werd gewonnen door een 'niet-Amerikaan' zou diegene met een geldbedrag van $100.000 naar huis gaan.
Bij de vuurdoop van het toernooi schreef Phil Taylor historie, door de allereerste eindzege te claimen na een 13-5-overwinning op Adrian Lewis. John Kuczynski was de enige Amerikaan die de laatste zestien van de World Series of Darts wist te bereiken. Hij bereikte dit na een zwaarbevochten overwinning op de Canadees John Part (6-5 in sets), alvorens te worden uitgeschakeld door Wayne Mardle (3-6).

## Winnaars World Series of Darts
| Jaar | Winnaar (gemiddelde in finale) | Legs   | Runner-up (gemiddelde in finale) | Sponsors | Prijzenpot | Winnaar  | Runner-up | Plaats                                            |
| ---- | ------------------------------ | ------ | -------------------------------- | -------- | ---------- | -------- | --------- | ------------------------------------------------- |
| 2006 | Phil Taylor (102,48)           | 13 – 5 | Adrian Lewis (93,06)             | -        | $185,000   | $100,000 | $48,000   | Mohegan Sun Casino Resort, Montville, Connecticut |